# Volta a Espanya de 2005
La Volta a Espanya de 2005 fou la 60a edició de la Volta a Espanya. La cursa començà a Granada el 27 d'agost amb una contrarellotge individual i finalitzà el 18 de setembre a Madrid després de 3.356 quilòmetres repartits entre 21 etapes. El vencedor final fou l'espanyol Roberto Heras (Liberty Seguros-Würth Team) que també guanyà la combinada. L'acompanyaren al podi el rus Denís Ménxov (Rabobank, que finalitzà segon després de liderar la cursa durant sis etapes, i l'espanyol Carlos Sastre (Team CSC). En les altres classificacions secundàries Joaquim Rodríguez (Saunier Duval-Prodir) guanyà la muntanya, Alessandro Petacchi (Fassa Bortolo) aconseguí la victòria en la classificació per punts i la Comunitat Valenciana la classificació per equips.
La cançó d'aquesta edició fou "Mi primera vez" de Xucro.

## Equips participants
En aquesta edició de la Volta a Espanya prengueren part 22 equips: els 20 ProTour, més 2 equips convidats: Relax-Fuenlabrada i Comunitat Valenciana.
| Núm.    | Codi | Equip                          |
| ------- | ---- | ------------------------------ |
| 1-9     | LSW  | Liberty Seguros-Würth Team     |
| 11-19   | PHO  | Phonak Hearing Systems         |
| 21-29   | IBA  | Illes Balears-Caisse d'Epargne |
| 31-39   | BTL  | Bouygues Télécom               |
| 41-49   | ECV  | Comunitat Valenciana           |
| 51-59   | COF  | Cofidis                        |
| 61-69   | C.A  | Crédit Agricole                |
| 71-79   | DVL  | Davitamon-Lotto                |
| 81-89   | DSC  | Discovery Channel              |
| 91-99   | SDM  | Domina Vacanze-De Nardi        |
| 101-109 | EUS  | Euskaltel-Euskadi              |

| Núm.    | Codi | Equip                 |
| ------- | ---- | --------------------- |
| 111-119 | FAS  | Fassa Bortolo         |
| 121-129 | FDJ  | Française des Jeux    |
| 131-139 | GST  | Gerolsteiner          |
| 141-149 | LAM  | Lampre-Caffita        |
| 151-159 | LIQ  | Liquigas-Bianchi      |
| 161-169 | QST  | Quick Step-Innergetic |
| 171-179 | RAB  | Rabobank              |
| 181-189 | REL  | Relax-Fuenlabrada     |
| 191-199 | SDV  | Saunier Duval-Prodir  |
| 201-209 | CSC  | Team CSC              |
| 211-219 | TMO  | T-Mobile Team         |

## Etapes
| Etapa | Data           | Recorregut                             | km         | Guanyador           | Líder         |
| 1a    | 27 d'agost     | Granada-Granada                        | 7 (CRI)    | Denís Ménxov        | Denís Ménxov  |
| 2a    | 28 d'agost     | Granada-Còrdova                        | 189,3      | No assignat         | Bradley McGee |
| 3a    | 29 d'agost     | Còrdova-Puertollano                    | 153,3      | Alessandro Petacchi | Bradley McGee |
| 4a    | 30 d'agost     | Ciudad Real-Argamasilla de Alba        | 232,3      | Alessandro Petacchi | Bradley McGee |
| 5a    | 31 d'agost     | Alcázar de San Juan-Conca              | 176        | Thor Hushovd        | Bradley McGee |
| 6a    | 1 de setembre  | Conca-Aramón Valdelinares              | 217        | Roberto Heras       | Roberto Heras |
| 7a    | 2 de setembre  | Terol-Vinaròs                          | 212,5      | Max Van Heeswijk    | Roberto Heras |
| 8a    | 3 de setembre  | Tarragona-Lloret de Mar                | 189        | Alessandro Petacchi | Roberto Heras |
| 9a    | 4 de setembre  | Lloret de Mar-Lloret de Mar            | 48 (CRI)   | Denís Ménxov        | Denís Ménxov  |
| 10a   | 5 de setembre  | La Vall d'en Bas-Ordino-Arcalís (AND)  | 206,3      | Francisco Mancebo   | Denís Ménxov  |
| 11a   | 6 de setembre  | Andorra la Vella (AND)-Cerler          | 186,6      | Roberto Laiseka     | Denís Ménxov  |
| 12a   | 8 de setembre  | Logronyo-Burgos                        | 148        | Alessandro Petacchi | Denís Ménxov  |
| 13a   | 9 de setembre  | Burgos-Santuario de la Bien Aparecida  | 201        | Samuel Sánchez      | Denís Ménxov  |
| 14a   | 10 de setembre | La Penilla-Llacs de Covadonga          | 172,3      | Eladio Jiménez      | Denís Ménxov  |
| 15a   | 11 de setembre | Cangues d'Onís-Valgrande-Pajares       | 191        | Roberto Heras       | Roberto Heras |
| 16a   | 13 de setembre | Lleó-Valladolid                        | 162,5      | Paolo Bettini       | Roberto Heras |
| 17a   | 14 de setembre | El Espinar-La Granja de San Ildefonso  | 165,6      | Carlos García       | Roberto Heras |
| 18a   | 15 de setembre | Àvila-Àvila                            | 197,5      | Nicki Sørensen      | Roberto Heras |
| 19a   | 16 de setembre | San Martín de Valdeiglesias-Alcobendas | 142,9      | Heinrich Haussler   | Roberto Heras |
| 20a   | 17 de setembre | Guadalajara-Alcalá de Henares          | 38,9 (CRI) | Rubén Plaza         | Roberto Heras |
| 21a   | 18 de setembre | Madrid-Madrid                          | 136,5      | Alessandro Petacchi | Roberto Heras |

## Classificacions finals

### Classificació general
|     | Ciclista              | Equip                          | Temps       |
| --- | --------------------- | ------------------------------ | ----------- |
| 1   | Roberto Heras         | Liberty Seguros-Würth Team     | 82h 22' 55" |
| 2   | Denís Ménxov          | Rabobank                       | + 4'36"     |
| 3   | Carlos Sastre         | Team CSC                       | + 4'54"     |
| 4   | Francisco Mancebo     | Illes Balears-Caisse d'Epargne | + 5'58"     |
| 5   | Carlos Garcia Quesada | Comunitat Valenciana           | + 8'06"     |
| 6   | Rubén Plaza           | Comunitat Valenciana           | + 11'03"    |
| 7   | Oscar Sevilla         | T-Mobile Team                  | + 14'22"    |
| DSQ | Tom Danielson         | Discovery Channel              | + 16'38"    |
| 9   | Mauricio Ardila       | Davitamon-Lotto                | + 18'15"    |
| 10  | Juan Miguel Mercado   | Quick Step-Innergetic          | + 18'31"    |

### Classificacions secundàries
|   | Ciclista          | Equip                | Punts |
| - | ----------------- | -------------------- | ----- |
| 1 | Joaquim Rodríguez | Saunier Duval        | 200   |
| 2 | Eladio Jiménez    | Comunitat Valenciana | 166   |
| 3 | Roberto Heras     | Liberty Seguros      | 110   |
| 4 | Denís Ménxov      | Rabobank             | 72    |
| 5 | Francisco Mancebo | Illes Balears        | 65    |

|   | Ciclista            | Equip           | Punts |
| - | ------------------- | --------------- | ----- |
| 1 | Alessandro Petacchi | Fassa Bortolo   | 169   |
| 2 | Roberto Heras       | Liberty Seguros | 169   |
| 3 | Denís Ménxov        | Rabobank        | 142   |
| 4 | Carlos Sastre       | Team CSC        | 124   |
| 5 | Erik Zabel          | T-Mobile        | 118   |

|   | Ciclista              | Equip                          | Punts |
| - | --------------------- | ------------------------------ | ----- |
| 1 | Roberto Heras         | Liberty Seguros                | 6     |
| 2 | Denís Ménxov          | Rabobank                       | 9     |
| 3 | Carlos Sastre         | Team CSC                       | 14    |
| 4 | Francisco Mancebo     | Illes Balears-Caisse d'Epargne | 15    |
| 5 | Carlos Garcia Quesada | Comunitat Valenciana           | 18    |

| Pos. | Equip                          | Temps        |
| ---- | ------------------------------ | ------------ |
| 1    | Comunitat Valenciana           | 246h 55' 46" |
| 2    | Illes Balears-Caisse d'Epargne | + 54'02"     |
| 3    | Team CSC                       | + 1.00'30"   |
| 4    | Liberty Seguros-Würth Team     | + 1.14'42"   |
| 5    | Davitamon-Lotto                | + 1.15'25"   |

## Evolució de les classificacions
| Etapa               | Vencedor              | Classificació general Mallot or | Classificació per punts Mallot blau | Classificació de la muntanya Mallot verd | Classificació combinata Mallot blanc | Classificació per equips   |
| ------------------- | --------------------- | ------------------------------- | ----------------------------------- | ---------------------------------------- | ------------------------------------ | -------------------------- |
| 1ª                  | Denis Men'šov         | Denís Ménxov                    | Denís Ménxov                        | Rik Verbrugghe                           | Denís Ménxov                         | Team CSC                   |
| 2ª                  | No assignat           | Bradley McGee                   | Bradley McGee                       | No assignat                              | No assignat                          | Liberty Seguros-Würth Team |
| 3ª                  | Alessandro Petacchi   | Bradley McGee                   | Bradley McGee                       | Joaquim Rodríguez                        | No assignat                          | Liberty Seguros-Würth Team |
| 4ª                  | Alessandro Petacchi   | Bradley McGee                   | Alessandro Petacchi                 | Joaquim Rodríguez                        | Bradley McGee                        | Liberty Seguros-Würth Team |
| 5ª                  | Thor Hushovd          | Bradley McGee                   | Thor Hushovd                        | Joaquim Rodríguez                        | Bradley McGee                        | Liberty Seguros-Würth Team |
| 6ª                  | Roberto Heras         | Roberto Heras                   | Thor Hushovd                        | Roberto Heras                            | Roberto Heras                        | Liberty Seguros-Würth Team |
| 7ª                  | Max Van Heeswijk      | Roberto Heras                   | Thor Hushovd                        | Eladio Jiménez                           | Roberto Heras                        | Liberty Seguros-Würth Team |
| 8ª                  | Alessandro Petacchi   | Roberto Heras                   | Thor Hushovd                        | Eladio Jiménez                           | Roberto Heras                        | Liberty Seguros-Würth Team |
| 9ª                  | Denís Ménxov          | Denís Ménxov                    | Thor Hushovd                        | Eladio Jiménez                           | Denís Ménxov                         | Comunitat Valenciana       |
| 10ª                 | Francisco Mancebo     | Denís Ménxov                    | Thor Hushovd                        | Eladio Jiménez                           | Denís Ménxov                         | Comunitat Valenciana       |
| 11ª                 | Roberto Laiseka       | Denís Ménxov                    | Denís Ménxov                        | Joaquim Rodríguez                        | Denís Ménxov                         | Comunitat Valenciana       |
| 12ª                 | Alessandro Petacchi   | Denís Ménxov                    | Denís Ménxov                        | Joaquim Rodríguez                        | Denís Ménxov                         | Comunitat Valenciana       |
| 13ª                 | Samuel Sanchez        | Denís Ménxov                    | Denís Ménxov                        | Joaquim Rodríguez                        | Denís Ménxov                         | Comunitat Valenciana       |
| 14ª                 | Eladio Jiménez        | Denís Ménxov                    | Denís Ménxov                        | Joaquim Rodríguez                        | Denís Ménxov                         | Comunitat Valenciana       |
| 15ª                 | Roberto Heras         | Roberto Heras                   | Roberto Heras                       | Joaquim Rodríguez                        | Roberto Heras                        | Comunitat Valenciana       |
| 16ª                 | Paolo Bettini         | Roberto Heras                   | Roberto Heras                       | Joaquim Rodríguez                        | Roberto Heras                        | Comunitat Valenciana       |
| 17ª                 | Carlos Garcia Quesada | Roberto Heras                   | Roberto Heras                       | Joaquim Rodríguez                        | Roberto Heras                        | Comunitat Valenciana       |
| 18ª                 | Nicki Sørensen        | Roberto Heras                   | Roberto Heras                       | Joaquim Rodríguez                        | Roberto Heras                        | Comunitat Valenciana       |
| 19ª                 | Heinrich Haussler     | Roberto Heras                   | Roberto Heras                       | Joaquim Rodríguez                        | Roberto Heras                        | Comunitat Valenciana       |
| 20ª                 | Rubén Plaza           | Roberto Heras                   | Roberto Heras                       | Joaquim Rodríguez                        | Roberto Heras                        | Comunitat Valenciana       |
| 21ª                 | Alessandro Petacchi   | Roberto Heras                   | Alessandro Petacchi                 | Joaquim Rodríguez                        | Roberto Heras                        | Comunitat Valenciana       |
| Classificació final | Classificació final   | Roberto Heras                   | Alessandro Petacchi                 | Joaquim Rodríguez                        | Roberto Heras                        | Comunitat Valenciana       |